# Fredison Costa
Fredison Carneiro Costa (Riachão do Jacuípe , 18 de junho de 1977) é um maratonista profissional brasileiro. Venceu a Maratona da Disney por sete vezes (2011, 2012, 2014, 2015, 2016, 2017, 2019) e tem cerca de 100 vitórias na carreira. Atualmente é patrocinado pela New Balance e pela  Vitafor.